# Урологія
Уроло́гія — наука та галузь медицини (підрозділ хірургії), що вивчає захворювання та методи лікування сечовидільної системи людини.

## Розділи урології
Урологію можна розділити на декілька дрібніших галузей медицини, кожна з яких має вузьку спрямованість.

### Андрологія
Андрологія спеціалізується на вивченні та лікуванні чоловічих статевих органів, а також займається проблемами розвитку статевих органів чоловіків. Це можуть бути як вроджені проблеми (наприклад, фімоз у дітей), так і запальні процеси (простатит, уретрит, цистит) і пухлини. Останнім часом, андрологія приділяє велику увагу вивченню еректильної дисфункції, яка може з'явитися не тільки порушенням нормальної еректильної функції чоловіка, але й призвести до безпліддя.

### Геріатрична урологія
Цей розділ урології спеціалізується на лікуванні проблем сечостатевої сфери у літніх пацієнтів. З віком у всьому організмі відбуваються зміни, погіршуються багато його функції, зокрема й захисні. Це не може не позначитися на сприйнятливості до інфекційних урологічним захворюванням, наприклад, уретрит (запалення сечівника). Жінки в літньому віці можуть мати нетримання сечі, причиною якого може бути низький тонус м'язів органів малого таза після пологів або постійного фізичного навантаження.
Важливою особливістю геріатричної урології є те, що оперативне втручання значно небезпечніше за своїми наслідками.

### Дитяча урологія
Дитяча урологія займається лікуванням захворювань і вад розвитку сечостатевої системи у дітей.

### Урогінекологія
Урогінекологія — це наука про зв'язок між урологічними та гінекологічними захворюваннями. Є ціла низка захворювань, які можна віднести як до області урології, так і до гінекології.

### Онкоурологія
Розділ урології та онкології, що займається вивченням злоякісних новоутворень сечостатевої системи, причинами їх виникнення та патогенезом, розробкою діагностики, лікування та профілактики даних захворювань.

## Методи діагностики
1. Анамнез
2. Зовнішній огляд пацієнта
3. Ультразвукове сканування (ехографія)
4. Інструментальні та ендоскопічні методи дослідження
  - Катетеризація
  - Бужування сечівника
  - Уретроскопія
  - Цистоскопія
  - Фотоцистоскопія
  - Катетеризація сечоводу
  - Пієлоендоскопія
  - Операційна цистоскопія
5. Рентгенологічні методи дослідження
  - Оглядова урографія
  - Уротомографія
  - Екскреторна урографія
  - Нефротомографія
  - Комп'ютерна томографія
  - Магнітно-резонансна томографія
  - Ретроградна (висхідна) уретеропієлографія
  - Антеградна пієлоуретерографія
  - Урокімографія
  - Рентгенотелескопія та урокінематографія
  - Пієлорентгеноскопія
  - Пневморен
  - Пневморетроперитонеум
  - Ниркова артеріографія
  - Кавографія (флебокавографія, венокавографія)
  - Цистографія
  - Простатографія
6. Радіонуклідні методи дослідження
  - Радіонуклідна ренографія
  - Радіонуклідна реноцистографія
  - Радіонуклідна цистографія
  - Радіонуклідні кліренс-тести
  - Нефро-сцинтиграфія